# 石山基正
石山 基正（いしやま もとなお）は、幕末の公家、明治期の官僚、華族（子爵）。

## 経歴
山城国京都で石山基文の長男として生まれる。安政3年12月7日（1857年1月2日）に元服し昇殿を許され、安政4年5月15日（1857年6月6日）右兵衛権佐となる。元治元年6月（1864年）横浜鎖港督励の三八卿連署に加わり、また、元治元年7月19日（8月20日）の禁門の変では父・基文と共に長州藩側として動き、参朝停止、他人面会・他行の禁止を命ぜられた。慶応3年1月（1867年）赦免となる。
慶応3年12月9日（1868年1月3日）王政復古を迎え、同年12月22日（1月16日）三職書記御用掛となる。以後、参与助役、参与・会計事務局判事加勢、参与・会計事務局権判事、弁官事候所出仕、宮内省出仕、宮中勤番、雅楽局出仕・助准席、式部寮御用掛、式部寮八等出仕、雅楽部副長兼掌典などを歴任。
父・基文の死去により、1891年12月10日、子爵を襲爵した。

## 系譜
基本、『平成新修旧華族家系大成』, p. 127–128を参照している。
- 父：石山基文
- 母：不詳
- 妻：石山延子 - 澤為量次女
  - 長男：基則 - 子爵、陸軍輜重兵大尉。妻の吉子は大炊御門幾麿の妹[5]。
  - 長女：正子 - 北畠通城の妻、のち離縁
  - 二男：公政 - 姉小路公義養子、旧名・基遂
  - 三女：晨子（1877 - ） - はやこ、綾小路家政（大炊御門幾麿の弟）の妻[5]